# Hoplostethus atlanticus
El reloj anaranjado o reloj del Atlántico es la especie Hoplostethus atlanticus, un pez marino de la familia traquictiídeos, distribuida por el este y noroeste del océano Atlántico, sur del océano Pacífico y océano Índico.

## Importancia para el hombre
Es una especie inofensiva, muy pescada y ampliamente comercializada. Los barcos de pesca los localizan esporádicamente formando densos cardumenes; se puede encontrar en el mercado fresco o congelado, siendo normal que se cocine frito o al horno.

## Anatomía
Aunque se han descrito capturas mucho mayores la longitud máxima es normalmente de unos 40 cm. En la aleta dorsal tiene de 4 a 6 espinas y 15 a 19 radios blandos, mientras que en la aleta anal hay 3 espinas y 10 a 12 radios blandos; el color es rojo-ladrillo brillante, con las cavidades de boca y agallas de color azulado.

## Hábitat y biología
Es un pez batipelágico y oceanódromo, que vive sedentario pegado al sustrato a una gran profundidad normalmente entre 400 y 900 m, normalmente en aguas frías del talud continental, en cordilleras oceánicas y otros relieves altos marinos, donde vive disperso alimentándose de crustáceos y otros peces.
El crecimiento es muy lento, siendo uno de los peces más longevos que existen con un espécimen capturado con una edad de 149 años. Muy poco se sabe sobre sus larvas y juveniles, que habitan probablemente en aguas abisales.